# 黒田長軌
黒田 長軌（くろだ ながのり）は、江戸時代中期の大名。筑前国秋月藩3代藩主。官位は従五位下・隠岐守。

## 略歴
秋月藩2代藩主・黒田長重の長男として江戸芝の藩邸にて誕生した。
宝永7年（1710年）、父の死去により家督を継いだが、家督相続から5年後の正徳5年（1715年）11月4日、江戸藩邸にて死去した。享年30。
嗣子がなく、養嗣子の長貞が跡を継いだ。

## 系譜
父母
- 黒田長重（父）
- 勝真院 - 黒田光之の次女（母）

正室
- 養真院 - 佐竹義処の娘

養子
- 黒田長貞 - 野村祐春の次男